# Марков манастир
Марковият манастир „Свети Димитър“ е православен манастир в Северна Македония, сега е обител на Македонската православна църква и е част от българското историческо наследство. Името му идва от прочутия народен герой Крали Марко.

## Местоположение
Разположен е до село Маркова Сушица, по долината на Маркова река, само на двадесетина километра от столицата Скопие.

## История
Манастирската църква Свети Димитър е изградена през 1345 година, за което свидетелства надпис над южната врата от вътрешната страна на църквата. Впоследствие е обновена от крал Вълкашин и е напълно завършена и изографисана от неговия син Марко между 1366 и 1371 година. От дясната страна в цял ръст е изобразен крал Марко, облечен в кралски одежди, в цвят на печена охра, украсени с бисери и скъпоценни камъни. В лявата си ръка държи свитък, на който пише: „Во Христа Бога благоверен аз крал Марко създадох и изографисах този божествен храм“. От другата страна над вратата също в цял ръст е изобразен и крал Вълкашин със свитък в ръцете, в който се споменава неговото име.
Монаси от манастира, избягали от османското завоевание, подигнали като метох „Свети Димитър“ (Маркова църква).
Според Павел Милюков, посетил манастира в края на XIX век, изображенията на Вълкашин и семейството му са покрити с боя от местни българи, с цел да прикрият сръбския произход на манастира. В началото на XX век са възстановени.
Около 1801-1818 година игумен на Марковия манастир е българският възрожденец и книжовник Кирил Пейчинович, който пише там известния си сборник „Огледало“. От 1852 г. е запазено писмо на монасите в манастира до Александър Екзарх, в което те търсят помощ и потвърждават българската принадлежност на местното население:
| „ | Мы убогій іеромонаси изъ Скопья Марковаго монастыра святого великомученика Димитрія Мѷроточиваго, чуемы вашата щедропщадливая рука, чи подава утѣшенія и защита на убогитѣ Болгаре; и мы смыреннострахопочитателно припадамы, и просимы отъ ваша добротворная сѣнка сѣнь... | “ |

В двора на манастира се намира църквата „Свети Димитър“ и впечатляващата ѝ камбанария. Входната врата на манастира е дървена. Влизайки в двора, веднага от дясната страна, се намират манастирските конаци и други помощни постройки. До конаците се намират още фурна, казаните за печене на ракия, кладенец и стара воденица, запазена, за да напомня за времето когато житото се е мляло по този начин.
Основата на манастирската църквата е във форма на вписан кръст в правоъгълно пространство с купол, който се издига над централната част, носена от четири каменни стълба. Църквата е изградена от дялан камък и тухли, които са вградени под формата на интересни шарки, особено на олтарната апсида, в десет декоративни ниши.
Към църквата, от южната ѝ страна, в по-късен период е пристроена постройка във вид на параклис, който е използван за кръщения. От западната страна на църквата през 1830 година e изграден отворен трем, зидан от дялан камък, за който средства дава скопският Хамзи паша.
Дългогодишен игумен в манастира е йеромонах Макарий.
Между сградите на конаците се намира старата трапезария, която има форма на еднокорабна църква с апсида на северната страна. Стените на трапезарията са били изографисани.